# John Hodge (homme politique)
Pour les articles homonymes, voir John Hodge.
John Hodge (29 octobre 1855 - 10 août 1937) est un homme politique du parti travailliste de la Coalition de guerre au Royaume-Uni et est le premier ministre du Travail et le deuxième ministre des Pensions.

## Jeunesse
Hodge est né à Linkeyburn, Ayrshire et fréquente l'école Ironworks et le lycée Hutchesons. À l'âge de treize ans, Hodge quitte l'école pour devenir commis d'avocat, puis travaille dans une épicerie avant de rejoindre la sidérurgie locale en tant que puddler - le même travail que son père.
Hodge s'implique dans le syndicalisme alors qu'il travaille à l'usine de fer locale. Hodge aide à former la British Steel Smelters 'Association en 1885, dont il est élu secrétaire. La BSSA est un succès et à l'été 1886, pratiquement toutes les fonderies d'Écosse sont devenues membres et en 1888, la BSSA a des membres venus d'Angleterre et du Pays de Galles et se sont affiliés au TUC. La BSSA a rarement organisé des grèves, mais Hodge réussit à négocier des augmentations de salaire.
Hodge participe à la création la Scottish Associated Society of Millmen, dont il est secrétaire et trésorier pendant un an avant que ses membres puissent tenir une élection .

## Carrière politique
Hodge est membre du conseil municipal de Manchester de 1897 à 1901.
Aux élections générales de 1900, Hodge se présente en vain à Gower . Il échoue de nouveau à Preston lors de l'élection partielle de mai 1903.
Il remporte un siège aux élections générales de 1906, lorsqu'il est élu député du parti travailliste de Manchester Gorton . Lorsque le Royaume-Uni entre dans la Première Guerre mondiale en 1914, Hodge adopte une position très patriotique et critique d'autres politiciens travaillistes pour leur opposition. De 1915 à 1916, Hodge est président par intérim du parti travailliste. En 1916, il fait partie de la Commission d'enquête sur la Mésopotamie. Il est élu président de la British Iron, Steel &amp; Kindred Trades Association qu'il a aidé à former avec d'autres syndicats du fer et de l'acier. Il est président de la Ligue nationale des travailleurs britanniques du «travail patriotique» .
De décembre 1916 à août 1917, Hodge est le premier ministre du Travail et siège au Cabinet. À ce poste, Hodge affirme que toutes les grèves en temps de guerre sont des actes de trahison et Hodge réussit à faire revenir les chaudronniers grévistes au travail en les menaçant de les attaquer en vertu de la loi sur la défense du royaume. Hodge soutient le comité du département des ressources de l'Empire en signant son manifeste . D'août 1917 à janvier 1919, Hodge est ministre des Pensions dans le gouvernement de coalition Lloyd George. En 1919, il apparait dans le film Broken in the Wars réalisé par Cecil Hepworth pour annoncer un fonds mis en place pour les anciens militaires.
Hodge conserve son siège aux élections générales de 1918 et aux élections générales de 1922, mais se retire du Parlement aux élections générales de 1923. Il continue à plaider contre les grèves pendant la grève générale de 1926 et quitte la présidence de la British Iron, Steel & Kindred Trades Association en 1931.
Hodge a été refusé pour le service militaire parce qu'il était trop vieux. Arthur Griffith-Boscawen, qui a servi sous Hodge, l'a appelé un "gros ouvrier conservateur déchaîné et le plus patriotique" .